# Calycomyza barbarensis
Calycomyza barbarensis är en tvåvingeart som beskrevs av Spencer 1981. Calycomyza barbarensis ingår i släktet Calycomyza och familjen minerarflugor.
Artens utbredningsområde är Kalifornien. Inga underarter finns listade i Catalogue of Life.